# Steganacarus lasithiensis
Steganacarus lasithiensis är en kvalsterart som beskrevs av Sandór Mahunka 1979. Steganacarus lasithiensis ingår i släktet Steganacarus och familjen Phthiracaridae. Inga underarter finns listade i Catalogue of Life.